# Czech Juniors 2008
Das Czech Juniors 2008 als bedeutendstes internationales Nachwuchsturnier von Tschechien im Badminton fand vom 14. bis zum 16. November 2008 in Orlová statt.

## Sieger und Platzierte der Junioren U19
| Disziplin    | Gold                                    | Silber                                  | Bronze                               |
| ------------ | --------------------------------------- | --------------------------------------- | ------------------------------------ |
| Herreneinzel | Adrian Dziółko                          | Luka Wraber                             | Nikolay Matazov                      |
| Herreneinzel | Adrian Dziółko                          | Luka Wraber                             | Patryk Szymoniak                     |
| Dameneinzel  | Romina Gabdullina                       | Yelyzaveta Zharka                       | Elena Komendrovskaja                 |
| Dameneinzel  | Romina Gabdullina                       | Yelyzaveta Zharka                       | Adéla Molnáriová                     |
| Herrendoppel | Matevž Bajuk Matthias Bertsch           | Mateusz Dynak Adrian Dziółko            | Jacek Kolumbajew Patryk Szymoniak    |
| Herrendoppel | Matevž Bajuk Matthias Bertsch           | Mateusz Dynak Adrian Dziółko            | Vladimir Rusin Ilya Zdanov           |
| Damendoppel  | Anastasia Chervyakova Romina Gabdullina | Yuliya Kazarinova Krystyna Varfolomyeva | Tina Kodrič Živa Repše               |
| Damendoppel  | Anastasia Chervyakova Romina Gabdullina | Yuliya Kazarinova Krystyna Varfolomyeva | Elisabeth Baldauf Belinda Heber      |
| Mixed        | Denis Grachev Anastasia Chervyakova     | Lukáš Zevl Lucie Havlová                | Matthias Bertsch Elisabeth Baldauf   |
| Mixed        | Denis Grachev Anastasia Chervyakova     | Lukáš Zevl Lucie Havlová                | Sergey Shcherbin Anastasia Nazarchuk |